# Resource Hacker
Resource Hacker (conosciuto anche come ResHacker o ResHack) è un software gratuito per l'estrazione delle risorse in ambiente Windows sviluppato da Angus Johnson. È usato per modificare e rimpiazzare risorse statiche, come stringhe, icone, immagini o finestre di dialogo, all'interno di file binari. Sono possibili anche modifiche di proprietà come la tabella di versione.
Resource Hacker ha anche una varietà di opzioni a linea di comando. Ci sono alcune restrizioni per la diffusione di Resource Hacker sebbene sia usato da diversi programmi, come 7Zip Theme Manager (fino alla versione 2.0) e molti altri. Anche Trancexx ha iniziato un progetto tipo ResHacker, scritto in AutoIT 3.0 l'8 dicembre 2008. Il progetto ResHacker è un visualizzatore e compilatore di risorse.
Questa utility è ampiamente usata.
Johnson dichiarò nel 2002 che non intendeva continuarne lo sviluppo. Ha anche raccomandato un programma open source alternativo: "XN Resource Editor Archiviato il 16 maggio 2012 in Internet Archive.". Nel 2011 ha dichiarato che non avrebbe prodotto altre versioni, né di vendere il codice sorgente. Dopo averne chiuso lo sviluppo, ha distribuito due soli aggiornamenti:
- Il 19 novembre 2009, versione 3.5.2 beta: ha il supporto per sistemi a 64bit e visualizza immagini in formato PNG.
- Il 16 settembre 2011 la versione 3.6.0 ha il supporto per icone in formato PNG.
- Nel maggio 2015 è stata distribuita una nuova versione, la 4.0.0, con supporto a nuovi tipi di risorse e grafica rinnovata.